# Podranea ricasoliana
Podranea ricasoliana é uma espécie de planta com flor pertencente à família Bignoniaceae. 
A autoridade científica da espécie é (Tanfani) Sprague, tendo sido publicada em #Redirecionamento Flora Capensis 4(2): 450. 1904.

## Portugal
Trata-se de uma espécie presente no território português, nomeadamente no Arquipélago da Madeira.
Em termos de naturalidade é introduzida na região atrás indicada.

## Protecção
Não se encontra protegida por legislação portuguesa ou da Comunidade Europeia.